# 埃斯帕戈斯
埃斯帕戈斯（葡萄牙語：Espargos）是西非島國佛得角的城市，也是薩爾縣的首府，位於該國東北部薩爾島中部，毗鄰阿米爾卡·加布拉爾國際機場，2005年人口6,173，是島上二大城市。